# NieA 7
NieA_7 - Domestic poor @nimation (ニアアンダーセブン?, Nia andā Sebun), noto anche col titolo NieA under Seven, è un anime di 13 episodi, basato su una dōjinshi di Yoshitoshi ABe pubblicata da Kadokawa Shoten. Protagonista è Mayuko, una studentessa di umili origini e NieA, una scatenata extraterrestre, che vive nel suo armadio. La serie ha un tono da commedia comica, diventando sempre più profonda mano mano che la storia va avanti, approfondendo il rapporto fra Mayuko e NieA e la loro particolare amicizia.
Nonostante il tono leggero della serie, nel corso degli episodi vengono trattati anche argomenti di attualità. Attraverso la vita di tutti i giorni delle due protagoniste vengono affrontati spesso argomenti come la discriminazione razziale, la povertà, l'alienazione sociale, e la globalizzazione culturale. Gran parte dello staff di NieA_7 proviene dalla precedente esperienza di Serial Experiments Lain.
La serie è stata edita parzialmente in Italia dalla Dynamic Italia distribuendo la serie 5 VHS uscite nel 2002, prima che venisse interrotta. In seguito fu annunciata un'edizione Italiana in formato DVD, ma non è mai uuscita.
NieA_7 potrebbe essere un anagramma per ALieN.

## Episodi
Nota: i titoli sono quelli dell'edizione inglese curata dalla Pioneer.
1. Alien & Launching UFO Bath
2. Alien & Violence Cosmic Bath
3. Alien & Radio Noise Bath
4. Alien & Beginner Waitress Bath
5. Alien & Dried Up Amusements Bath
6. Alien & Rival Hot Spring Bath
7. Mothership, Go-Con & Cloudy Skies Bath
8. Melancholy & Cast-Off Summer Bath
9. Close Encounter & After The Rain Bath
10. Glow Of The Firefly & Nocturne Bath
11. NieA_7 Bath (Former Part)
12. NieA_7 Bath (LatterPart)
13. Time Flows By In Enohana Bath

## Colonna sonora
- Sigla di apertura

"Koko Made Oide" cantata da SION
- Sigla di chiusura

"Venus to Chiisana Kamisama" cantata da Maria Yamamoto e Seikou Kikuchi